# Debrăștița, Pazardjik
Debrăștița (în bulgară Дебръщица) este un sat în comuna Pazardjik, regiunea Pazardjik,  Bulgaria. 

## Demografie
Componența etnică a satului Debrăștița
     Bulgari (97,69%)
     Nicio identificare (2,3%)
     Altele (0,32%)
La recensământul din 2011, populația satului Debrăștița era de 910 locuitori. Din punct de vedere etnic, majoritatea locuitorilor (97,69%) erau bulgari. Pentru 2,3% din locuitori nu este cunoscută apartenența etnică.